# John Frusciante
John Anthony Frusciante [fruːˈʃɑːnteɪ], ameriški kitarist, *5. marec 1970, Queens, New York.
Kitarist skupine Red Hot Chili Peppers, sodeloval in ustvarjal pa je tudi z drugimi skupinami, kot npr. Ataxia in The Mars Volta. Leta 2003 ga je Revija Rolling Stone na seznamu »100 največjih kitaristov vseh časov« uvrstila na osemnajsto mesto.

## Življenjepis
John Frusciante se je rodil 5. marca 1970 v Queensu v New Yorku. Od tam se je najprej preselil v Tucson v Arizoni, ko pa sta se njegova starša ločila se je najprej preselil v Santa Monico v Kaliforniji, čez eno leto pa v Mar Visto v Los Angeles. Tam se je začel zanimati za punk in rock glasbo.
Večino svojega otroštva in mladostništva je preživel s svoji sobi, študirajoč glasbo in način igranja svojih velikih vzornikov, to sta bila Frank Zappa in Jimi Hendrix.
Prvič je slišal skupino Red Hot Chili Peppers igrati na nekem koncertu leta 1985 in kmalu postal njihov oboževalec. Leta 1988 so člani komajda osemnajstletnega kitarskega genija povabili v svojo skupino, saj je tega leta umrl njihov kitarist Hillel Slovak. Z njimi je leta 1989 izdal album Mother's Milk, ki je bil do tedaj njihov najuspešnejši album (s prodanima 2 milijonoma izvodov). Leta 1991 je s skupino izdal album Blood Sugar Sex Magik, ki je podrl vse njihove rekorde, saj so ga prodali v več kot 8 milijonov izvodov. Vendar pa se Frusciante ni dobro sprijaznil z zvezdništvom, zato je začel jemati velike količine heroina in tega leta 1992 brez pravega razloga tudi zapustil skupino. Postal je zasvojenec s heroinom. To obdobje odvisnosti je zelo vplivalo na njegovo glasbeno izražanje in v tem času je posnel dva samostojna albuma in sicer Niandra LaDes and Usually Just a T-Shirt in Smile From the Streets You Hold. Leta 1997 so ga prijatelji prepričali, da vstopi v komuno. Naslednje leto se je spet pridružil skupini Red Hot Chili Peppers, s katero je leta 1999 posnel uspešen album Californication, ki je doživel še večji tržni uspeh. S skupino je posnel še albuma By The Way (2002) in Stadium Arcadium (2006). 16. decembra 2009 je oznanil, da zapušča skupino, saj ga trenutno bolj zanima samostojno ustvarjanje v drugih glasbenih smereh.
Leta 2010 je izdal nekaj skladb, ki jih je že pred leti posnel s prijateljem Omarjem Rodriguezom Lopezom, sodeloval pa je tudi z njegovim bendom Omar Rodriguez Lopez Quartet, igral je kitaro na albumu Sepulcros De Miel.
Decembra 2019 je skupina Red Hot Chili Peppers na družabnem omrežju Instagram oznanila, da se Frusciante vrača v zasedbo namesto Josha Klinghofferja.

## Diskografija
- Niandra LaDes and Usually Just a T-Shirt (1994)
- Smile from the Streets You Hold (1997)
- Estrus EP (1997)
- Going Inside EP (2001)
- To Record Only Water for Ten Days (2001)
- From the Sounds Inside (2001)
- Shadows Collide with People (2004)
- The Will to Death (2004)
- DC EP (2004)
- Inside of Emptiness (2004)
- A Sphere in the Heart of Silence (2004)
- Curtains (2005)
- The Empyrean (2009)
- PBX Funicular Intaglio Zone (2012)
- Enclosure (2014)
- Trickfinger (2015)
- Trickfinger II (2017)